# Nectophryne batesii
Nectophryne batesii (tên tiếng Anh là Bates' Tree Toad) là một loài cóc thuộc họ Bufonidae.
Loài này có ở Cameroon, Cộng hòa Trung Phi, Cộng hòa Dân chủ Congo, Gabon, có thể cả Cộng hòa Congo, có thể cả Guinea Xích Đạo, và có thể cả Nigeria.
Môi trường sống tự nhiên của chúng là rừng ẩm vùng đất thấp nhiệt đới hoặc cận nhiệt đới.
Chúng hiện đang bị đe dọa vì mất nơi sống.